# Salix kawamurana
Salix kawamurana är en videväxtart som beskrevs av A. Kimura. Salix kawamurana ingår i släktet viden, och familjen videväxter. Inga underarter finns listade i Catalogue of Life.